# Rhodinia
Rhodinia – rodzaj motyli z rodziny pawicowatych po raz pierwszy opisany przez Otto Staudingera w 1892 roku.
Do parazytoidów tych motyli należą gąsienicznikowate z rodzaju Gregopimpla.

## Gatunki
Do rodzaju tego należą następujące gatunki:
- Rhodinia broschi Brechlin, 2001
- Rhodinia davidi (Oberthuer, 1886)
- Rhodinia fugax (Butler, 1877)
- Rhodinia grigauti Le Moult, 1933
- Rhodinia jankowskii (Oberthuer, 1880)
- Rhodinia newara (Moore, 1872)
- Rhodinia rudloffi Brechlin, 2001
- Rhodinia silkae Brechlin & van Schayck, 2010[3]
- Rhodinia szechuanensis Mell, 1938
- Rhodinia tenzingyatsoi Naumann, 2001
- Rhodinia verecunda Inoue, 1984